# NGC 6977
NGC 6977 (również PGC 65625 lub HCG 88B) – galaktyka spiralna z poprzeczką (SBb), znajdująca się w gwiazdozbiorze Wodnika. Odkrył ją Albert Marth 20 lipca 1863 roku. Należy do zwartej grupy galaktyk Hickson 88 (HCG 88). Jest to galaktyka z aktywnym jądrem typu LINER.